# Agnes Liljenberg
Agnes Theresia Liljenberg, född 23 september 1836 i Kristianstad, död 8 oktober 1889 i Stockholm, var en svensk konstnär.
Hon var dotter till häradshövdingen Nils Liljenberg och Ingeborg Fredrika Augusta Ljungberg och syster till Augusta Liljenberg. Liljenberg medverkade i Konstföreningen för södra Sveriges samlingsutställningar under 1870- och 1880-talen. Liljenberg är representerad vid Nationalmuseum, Stockholm. Hon är begravd på Norra begravningsplatsen utanför Stockholm.